# Scapteriscus saileri
Scapteriscus saileri är en insektsart som beskrevs av Nickle 2003. Scapteriscus saileri ingår i släktet Scapteriscus och familjen mullvadssyrsor. Inga underarter finns listade i Catalogue of Life.